# Merarches
Merarches (in greco: μεράρχης) era un grado dell'esercito bizantino.
Il Merarches era a capo di tutte le divisioni (in greco meros) dal thema da cui proveniva. Il Merarches, potrebbe oggi essere riconosciuto come un generale. Il Merarches in ordine della gerarchia dell'esercito bizantino era o secondo o terzo, a volte prima di lui c'era hypostrategos, ma che quest'ultimo non era una carica fissa, o c'era lo strategos.